# Krasnodar
Ne doit pas être confondu avec Krasnoïarsk.
Krasnodar (en russe : Краснодар) est une ville de l'Ouest de la Russie et la capitale administrative du kraï de Krasnodar. Sa population s'élevait à 1 121 291 habitants en 2023.

## Géographie

### Situation
Krasnodar est située en Russie européenne sur le fleuve Kouban, à 586 km au sud-ouest de Volgograd et à 1 195 km au sud de Moscou. Elle est surnommée la capitale du Sud ou la capitale du Kouban. 

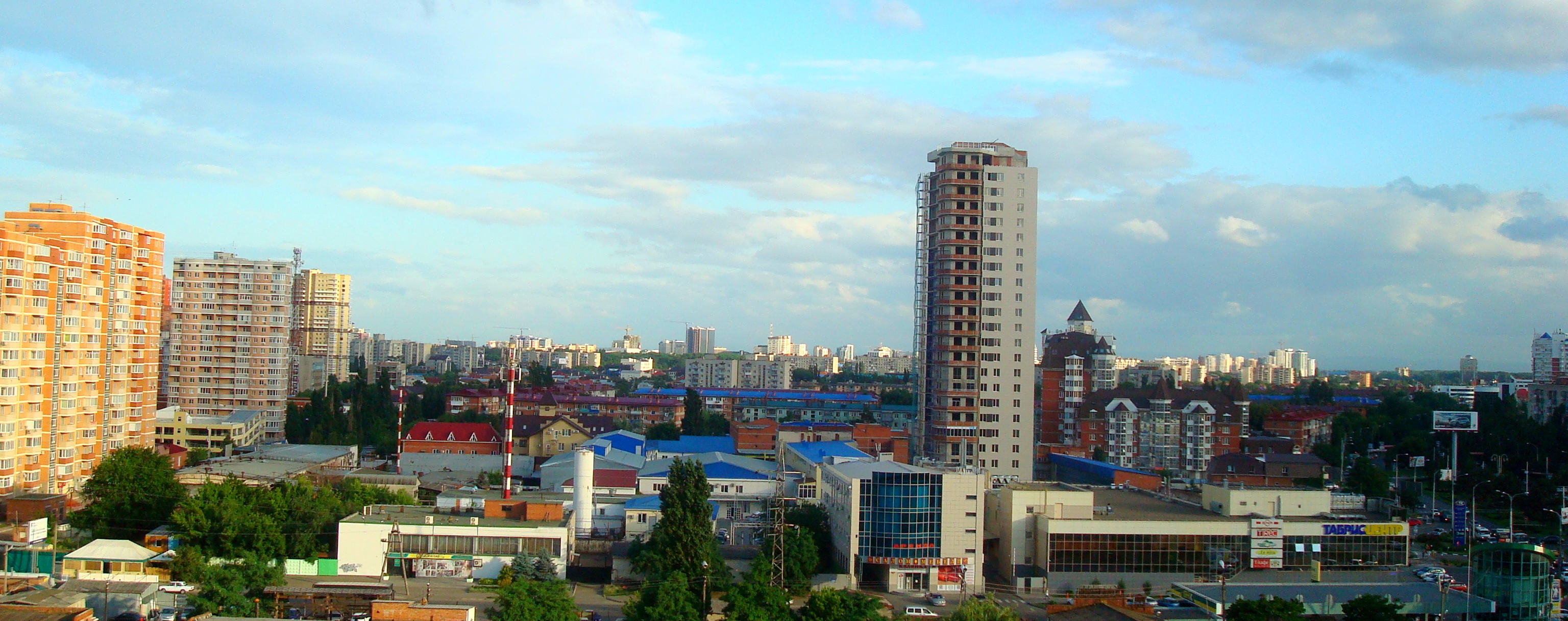
Panorama de Krasnodar à partir de la rue Tourguéniev.

## Histoire
La ville est une sorte de ville-champignon qui s'est construite autour d'une forteresse élevée par les Cosaques, notamment pour défendre la Russie contre la volonté turque de conquête de la région. 
Elle a été fondée en 1793 sur la rivière Kouban, au nord du Caucase par les Cosaques du Dniepr venus garder les frontières de la Russie au nord de la mer Noire. L'ancien nom de la ville jusqu'en décembre 1920, était Iekaterinodar ou Ekaterinodar (Екатеринодар), qui signifie « le don de Catherine » (don de la tsarine, patronne de la ville, à sa garde cosaque), elle était la capitale de l’oblast du Kouban.

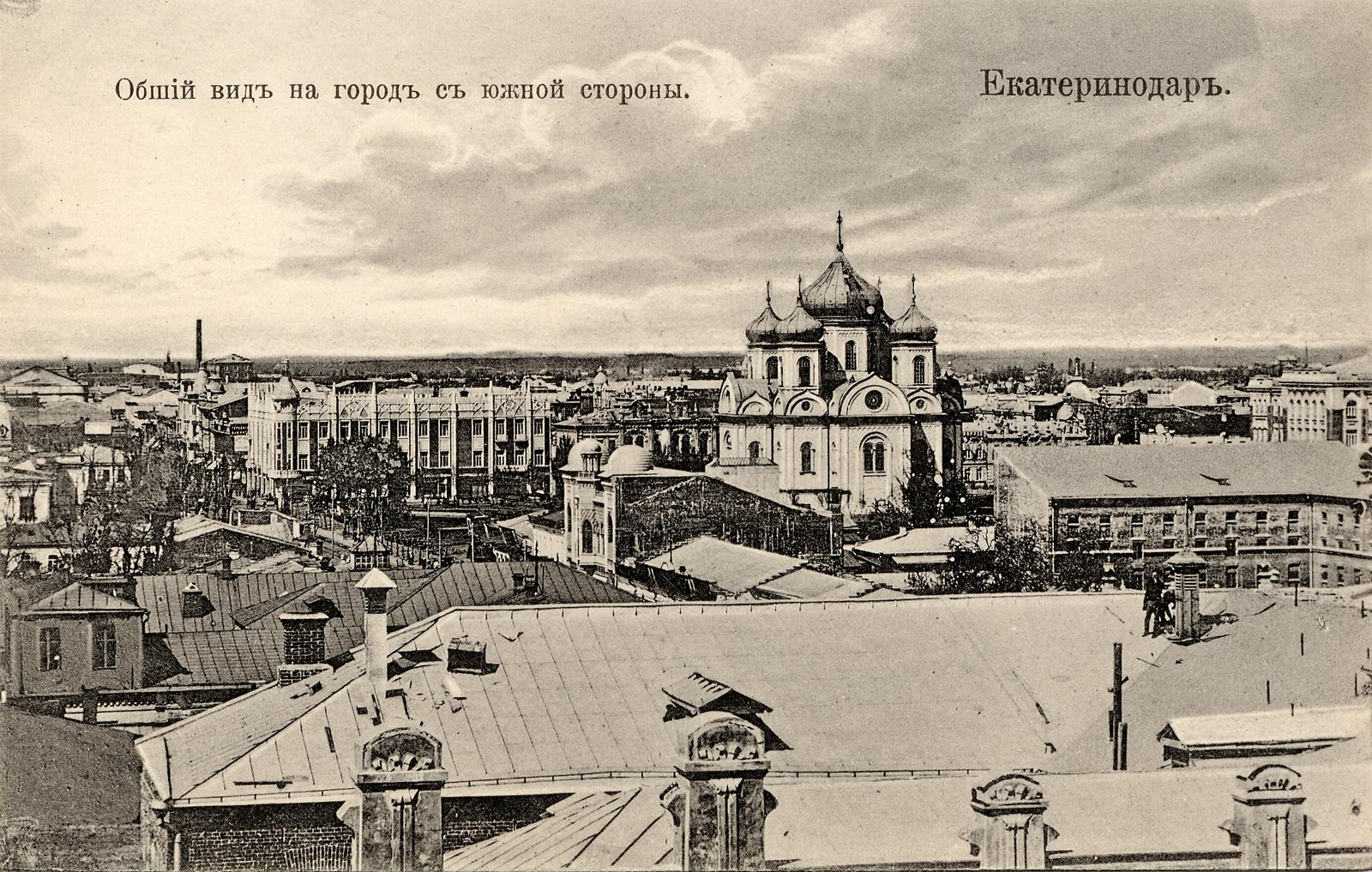
Vue de la ville d'Ekaterinodar au début du XXe siècle.

En 1888, 45 000 personnes environ y vivaient, alors que la ville devenait un lieu d'échanges commerciaux vital pour le sud de la Russie. En 1897, un obélisque a été élevé pour commémorer ses deux siècles d'histoire.
La ville et le district ont souffert de la guerre civile (1918-1920).
Capitale de la nouvelle République populaire du Kouban, Ekaterinodar est prise sans combat le 13 mars 1918 par les troupes rouges de Sorokine. L'armée des volontaires, qui comptait y rejoindre les troupes cosaques de Pokrovski, tente en vain de prendre la ville du 9 au 13 avril 1918 au cours de la première campagne du Kouban (seul le régiment de Boris Kazanovitch parvient à pénétrer dans la ville, mais il est contraint de la quitter faute de soutien). Le commandant de l'armée, le général Kornilov, est tué pendant le siège d`Ekaterinodar, le 13 avril.
Cinq mois plus tard, au cours de la seconde campagne du Kouban, l'armée du général Dénikine prend d'assaut la ville. Elle reste sous administration des forces blanches jusqu'au 17 mars 1920, quand les Forces Armées du Sud de la Russie l'abandonnent sans combat à la 9e armée rouge.
Pendant la Seconde Guerre mondiale, la ville a été occupée du 12 août 1942 au 12 février 1943 par la Wehrmacht. Très endommagée, elle a été reconstruite après la guerre.
Les forces allemandes, incluant la Gestapo et des escadrons d'Einsatzgruppen y assassinent plusieurs milliers de juifs, de communistes et de "supposés résistants". Ils les fusillent, les pendent, les brûlent ou les gazent dans des camions aménagés.
À partir de l'été 1943, les autorités soviétiques organisent des procès pour collaboration avec les nazis et participation à des crimes de guerre.
Cette région a fait parler d'elle en février, puis en septembre 2007, en raison de foyers de grippe aviaire.

## Politique et administration

### Résultats électoraux
| Scrutin          | 1er tour | 1er tour | 1er tour | 1er tour | 1er tour | 1er tour | 1er tour | 1er tour | 1er tour | 1er tour | 1er tour | 1er tour | 2d tour     | 2d tour     | 2d tour     | 2d tour     | 2d tour     | 2d tour     | 2d tour     | 2d tour     |
| Scrutin          | 1er      | 1er      | %        | 2e       | 2e       | %        | 3e       | 3e       | %        | 4e       | 4e       | %        | 1er         | %           | 2e          | %           | 3e          | %           | 4e          | %           |
| ---------------- | -------- | -------- | -------- | -------- | -------- | -------- | -------- | -------- | -------- | -------- | -------- | -------- | ----------- | ----------- | ----------- | ----------- | ----------- | ----------- | ----------- | ----------- |
| Municipales 2020 |          | ER       | 55,76    |          | KPRF     | 20,99    |          | LDPR     | 9,41     |          | SRZP     | 6,14     | Tour unique | Tour unique | Tour unique | Tour unique | Tour unique | Tour unique | Tour unique | Tour unique |

## Économie
Krasnodar est le centre économique du sud de la Russie. Pendant plusieurs années, le magazine Forbes a désigné Krasnodar comme la meilleure ville pour les affaires en Russie. Le secteur industriel de la ville compte plus de 130 grandes et moyennes entreprises.
Les principales industries de Krasnodar :
- Agriculture et industrie alimentaire : 42,8 %
- Secteur de l’énergie : 13,4 %
- Industrie des carburants : 10,5 %
- Construction de la machine : 9,4 %
- Sylviculture et industries chimiques : environ 4 %

## Population et société

### Démographie
Recensements (*) ou estimations de la population
| 1856  | 1897*  | 1914    | 1923*   | 1926*   | 1939*   | 1959*   | 1970*   |
| ----- | ------ | ------- | ------- | ------- | ------- | ------- | ------- |
| 8 900 | 65 606 | 102 200 | 144 327 | 161 172 | 192 766 | 313 110 | 464 147 |

| 1979*   | 1989*   | 2002*   | 2006    | 2010*   | 2012    | 2013    | 2014    |
| ------- | ------- | ------- | ------- | ------- | ------- | ------- | ------- |
| 560 438 | 620 516 | 646 175 | 710 413 | 744 995 | 763 899 | 784 048 | 805 680 |

| 2015    | 2016    | 2017    | 2018    | 2019    | 2020    | 2021    | - |
| ------- | ------- | ------- | ------- | ------- | ------- | ------- | - |
| 829 677 | 853 848 | 881 476 | 899 541 | 918 145 | 932 629 | 948 827 | - |

L'aire urbaine de Krasnodar compte plus d'un million d'habitants.

### Enseignement
La ville de Krasnodar possède quinze collèges-lycées, cinq lycées, soixante-sept écoles secondaires, vingt écoles spécialisées, sept lycées privés, une vingtaine d'établissement d'enseignement supérieur dont plusieurs universités : l'université d'État du Kouban ; l'université d'État agricole du Kouban ; l'université d'État technologique du Kouban ; l'université de médecine du Kouban; l'université d'État de culture physique, de sport et de tourisme du Kouban ; l'institut d'État de culture de Krasnodar ; l'académie de marketing et de technologies de l'information ; l'université juridique de Kouban dépendant du ministère de l'intérieur ; l'académie militaire Chtemenko, l'École supérieure d'aviation militaire de Krasnodar etc.

### Religion
Les habitants de Krasnodar sont en grande majorité chrétiens orthodoxes. Il existe également une paroisse catholique dont dépend l'église Saint-Liboire.
Lieux de cultes notables :
- Cathédrale Sainte-Catherine
- Cathédrale Saint-Alexandre-Nevski

### Sports

#### Clubs
Football
- Kouban Krasnodar (1928-2018)
- Kolos Krasnodar (1992-1996)
- FK Krasnodar-2000 (2000-2011)
- FK Krasnodar (depuis 2008)
- Ourojaï Krasnodar (depuis 2019)

Volley-ball
- Dinamo Krasnodar
- Dinamo Krasnodar

Hockey-sur-glace
- HK Kouban

Handball
- SKIF Krasnodar
- Kuban Krasnodar

Basket-ball
- Lokomotiv Kouban-Krasnodar

Rugby
- RC Kuban Krasnodar

## Culture locale et patrimoine

### Sites culturels
La ville possède une douzaine de théâtres, dont le plus important est le théâtre dramatique Gorki, et une demi-douzaine de salles de concert, ainsi que plus d'une douzaine de musées dont le musée d'art Kovalenko et le musée archéologique.

### Tourisme

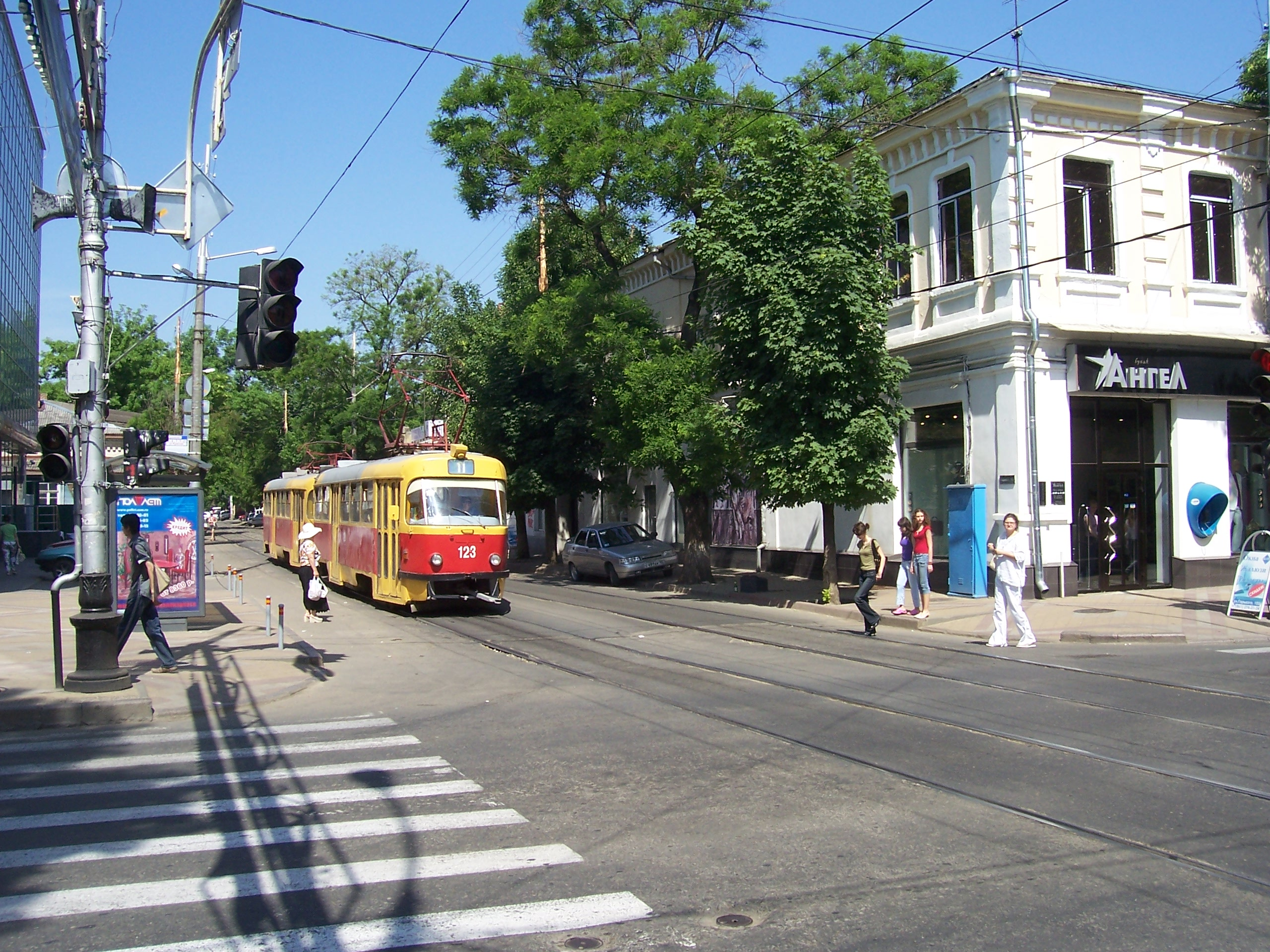
Tramway à Krasnodar.

La ville compte plusieurs hôtels (Intourist, Hotel Moskva, Hotel Platan). Austrian Airlines y assure un vol quotidien en direction de Vienne ; c'est la seule liaison vers l'Union européenne.
Les monuments les plus visités par les touristes sont la cathédrale Sainte-Catherine, le musée d'art, le parc et le théâtre Gorki. Le jardin botanique de Krasnodar est l'un des plus beaux du sud de la Russie.

### Personnalités
Personnalités nées à Krasnodar :
- Yakiv Koukharenko (1800-1862), général de l’empire russe.
- Bayram (1937-2012), plasticien, peintre, sculpteur, photographe russe naturalisé français
- Karen Chakhnazarov (°1952), réalisateur soviétique, puis russe
- Yekaterina Fesenko (°1958), athlète russe
- Andreï Grigorievitch Chkouro (1887-1947), général russe
- Marina Grey, femme de lettres française
- Inna Zhukova (°1986), gymnaste russe
- Alexandre Karassiov (°1971), écrivain russe
- Eduard Kokcharov (°1975), joueur de handball
- Anna Netrebko (°1971), artiste lyrique russo-autrichienne
- Guennadi Padalka (°1958), cosmonaute russe
- Lazaros Papadopoulos (°1980), joueur de basket-ball grec
- Alexandre Tamanian (1878-1936), architecte arménien
- Mnacha Tenenbaum, père de Jean Ferrat, né en 1886, déporté par le convoi 39 à Auschwitz
- Sergei Tiviakov (°1973), grand maître au jeu d'échecs, champion des Pays-Bas
- Vissarion (°1961), mystique contemporain.
- Margarita Simonian (°1980), journaliste.
- Emine Djaparova, née en 1983, journaliste et femme politique.
- Ievgenia Jigoulenko (1920-1994), Héroïne de l'Union soviétique.
- Victoria Nossenko, (1994-)  joueuse de football russe.
- Vadim Musaev (1993-), boxeur russe.

## Jumelages
- Tallahassee (États-Unis)
- Karlsruhe (Allemagne)
- Bourgas (Bulgarie)
- Harbin (Chine)
- Nancy (France)
- Antsirabe (Madagascar)

## Climat
Krasnodar bénéficie d'un climat tempéré humide avec été chaud (type Cfa selon la classification de Koppen). Les hivers ne sont pas très rigoureux. La température moyenne mensuelle est légèrement inférieure à 0 °C pour le mois le plus froid. Cependant, on a enregistré une température de −33,6 °C à Krasnodar durant le mois de janvier 2006. Les précipitations sont assez abondantes avec un cumul annuel de hauteur de pluie de 695 mm. Les précipitations sont réparties de façon assez uniforme sur l'ensemble de l'année avec deux pics en juin et en décembre.
| Mois                                  | jan.      | fév.      | mars       | avril     | mai       | juin      | jui.      | août     | sep.      | oct.      | nov.     | déc.     | année    |
| ------------------------------------- | --------- | --------- | ---------- | --------- | --------- | --------- | --------- | -------- | --------- | --------- | -------- | -------- | -------- |
| Température minimale moyenne (°C)     | −2        | −1,6      | 2,7        | 7,5       | 13        | 17        | 19,4      | 19       | 13,8      | 8,6       | 2,7      | −0,4     | 8,3      |
| Température moyenne (°C)              | 0,8       | 2         | 6,6        | 12,4      | 18        | 22,2      | 25        | 24,7     | 19,2      | 13        | 6,3      | 2,4      | 12,7     |
| Température maximale moyenne (°C)     | 4,5       | 6,7       | 11,8       | 18,6      | 24        | 28,2      | 31,1      | 31,4     | 25,6      | 19        | 11,2     | 6,4      | 18,2     |
| Record de froid (°C) date du record   | −36 1935  | −33 1929  | −25,5 1985 | −10 1916  | −2 1915   | 4,2 1958  | 8 1926    | 3,9 1950 | −2,2 1970 | −9,9 1951 | −23 1931 | −29 1933 | −36 1935 |
| Record de chaleur (°C) date du record | 20,8 1971 | 23,1 2023 | 29,9 2025  | 34,7 1998 | 35,1 2014 | 39,3 2018 | 40,7 2000 | 42 1930  | 38,5 2010 | 33,9 1998 | 30 1930  | 23 2012  | 42 1930  |
| Ensoleillement (h)                    | 71        | 84        | 136        | 181       | 247       | 277       | 303       | 286      | 238       | 173       | 88       | 55       | 2 139    |
| Précipitations (mm)                   | 65        | 53        | 65         | 49        | 65        | 80        | 66        | 41       | 51        | 61        | 66       | 69       | 731      |
| dont neige (cm)                       | 3         | 4         | 1          | 0         | 0         | 0         | 0         | 0        | 0         | 0         | 1        | 2        | 11       |
| Nombre de jours avec précipitations   | 13        | 11        | 14         | 15        | 14        | 14        | 10        | 8        | 10        | 12        | 14       | 15       | 150      |
| Humidité relative (%)                 | 81        | 76        | 72         | 66        | 66        | 68        | 63        | 62       | 68        | 75        | 81       | 82       | 72       |
| Nombre de jours avec neige            | 11        | 10        | 6          | 0,3       | 0         | 0         | 0         | 0        | 0         | 0         | 3        | 9        | 39       |
| Nombre de jours d'orage               | 0,2       | 0,1       | 0,2        | 1         | 4         | 8         | 6         | 5        | 4         | 1         | 1        | 0,1      | 31       |
| Nombre de jours avec brouillard       | 6         | 4         | 3          | 2         | 2         | 1         | 1         | 1        | 4         | 5         | 6        | 7        | 42       |

| Diagramme climatique                                  |           |           |           |        |          |            |          |            |         |           |           |
| J                                                     | F         | M         | A         | M      | J        | J          | A        | S          | O       | N         | D         |
| 4,5−265                                               | 6,7−1,653 | 11,82,765 | 18,67,549 | 241365 | 28,21780 | 31,119,466 | 31,41941 | 25,613,851 | 198,661 | 11,22,766 | 6,4−0,469 |
| Moyennes : • Temp. maxi et mini °C • Précipitation mm |           |           |           |        |          |            |          |            |         |           |           |